# なんでもないよ、
『なんでもないよ、』は、日本のバンド・マカロニえんぴつのメジャー4作目（通算10作目）の配信限定シングルである。楽曲のストリーミング累計再生回数は5億回を突破しており、現時点でバンド最大のヒット曲となっている。

## 概要
2021年11月2日に東京・Zepp Tokyoにて行われたライブハウスツアー「マカロックツアーvol.12 ～生き止まらないように走るんだゾ！篇～」最終公演のアンコールにてメジャー1stフルアルバム『ハッピーエンドへの期待は』の発売を発表。本楽曲はそのリードトラックとして先行して配信された。

## 収録曲
1. なんでもないよ、
作詞：はっとり
作曲：はっとり
  - 第63回日本レコード大賞最優秀新人賞を受賞した際に披露した。また、翌年も大ヒットし第64回日本レコード大賞でも、同曲で優秀作品賞を受賞した。前年に最優秀新人賞を受賞した曲で、翌年の優秀作品賞を受賞するのは、史上初の快挙である。

## 音楽性
本楽曲は、1曲の中で表情が変わるピアノの旋律をアレンジのメインに据え、独特の譜割りがフックになったミディアムチューンである。サウンド面ではシンプルで音数も極力抑えられたアレンジを特徴としている。ピアノの伴奏で始まる前半では、フィンガースナップとビートに加え、シンセやエレキギター、トライアングルなどが順に積まれていく。続く後半部分は、「ディアンジェロ以降のネオソウルを経て、手拍子をしながら歌うゴスペルのような多幸感と高揚感、ダイナミズムが待っている。」（Billboard JAPAN評）。

## 評価と批評
- 本楽曲がヒットを記録したことに関してライターの伊藤亜希も「瞬く間に広がった素地には、この楽曲のメロディの良さもあると思うが、はっとりというボーカリストの存在も大きい。」と指摘している。「少し溜め気味かつ綺麗なクレッシェンドを聴かせる一音の出し方、母音の抜き方のニュアンス、ロングトーンでのビブラートの使い方、圧倒的な声量、ちょっとウェットな声質」などで「80年代以降、日本のロックシーンでメインストリームに名を連ねた幾多のアーティストたちに通ずるものがある」といい、「つまり、はっとりのボーカルスタイル・声質そのものが、日本のアーティストの中でもわかりやすい“歌うま”の王道なのだ」と、そのヒットの背景について分析した[7]。
- 音楽ライターのレジーも、「短尺の映像で構成されるTikTokとの相性がヒットの条件として重要になっている昨今において、“わかりやすく切ない、泣ける”という要素が今まで以上に求められるものになっている」とした上で、そんな「この時代ならではのヒット曲」として「一瞬の感情を鋭く切り取った強い楽曲」と評して本楽曲を挙げている。さらに「モダンなビートアプローチによって、また後者は余計なものを加えないバンドアレンジで、歌詞が体現するストレートな“エモさ”を加速させている」と述べた[9]。

## チャート成績
本楽曲は、リリース直後の2021年11月10日公開ビルボード・ジャパンチャートにおいて、総合48位に初登場。翌週のチャートではストリーミング部門で14位にジャンプアップするとともに総合でも14位に急上昇。さらに翌週は前週比137%の6,914,627回再生でストリーミング3位を記録し、続く週は7,901,987回まで再生数を伸ばしてストリーミング2位を記録、総合では10位を記録した。さらに翌週はストリーミング再生数を8,449,395回まで伸ばし、同部門で初の首位を獲得。総合では5位まで順位を上げた。
2021年12月30日にTBS系『第63回日本レコード大賞』で披露されると、2022年1月5日公開のチャートでダウンロードを前週88位から38位に上げて、13位から総合6位へアップした。

### 認定と売上
|                                | 認定 (RIAJ)        | 売上/再生回数      |
| ------------------------------ | ------------------ | ------------------ |
| ダウンロード                   | 未公表             | -                  |
| ストリーミング                 | トリプル・プラチナ | 300,000,000 回再生 |
| *認定のみに基づく売上/再生回数 |                    |                    |

## テレビ披露
| 日付           | 番組名                                        | 放送局       | 出典   |
| -------------- | --------------------------------------------- | ------------ | ------ |
| 2021年11月11日 | ベストヒット歌謡祭                            | 日本テレビ系 | [ 19 ] |
| 2021年12月24日 | ミュージックステーションスーパーライブ2021    | テレビ朝日系 | [ 20 ] |
| 2021年12月30日 | 第63回日本レコード大賞                        | TBS系        | [ 21 ] |
| 2021年12月31日 | CDTVスペシャル！年越しプレミアライブ2021→2022 | TBS系        | [ 22 ] |
| 2022年1月21日  | ミュージックステーション                      | テレビ朝日系 | [ 23 ] |

## カバー
- Uru（2022年、シングル『それを愛と呼ぶなら』に収録）